# Усадьба Мейендорф
Мейендорф или Подушкино — стилизованная под шато усадьба баронессы Мейендорф (Meyendorff) в посёлке Барвиха Одинцовского городского округа Московской области, на Подушкинском шоссе.

## До Октябрьской революции
По моде конца XIX века господский дом стилизован под французские шато начала XVI века. Архитектор и руководитель строительства по первоначальному проекту (1874—1885) — Пётр Самойлович Бойцов. Инициировала строительство Надежда, дочь генерала А. Б. Казакова. Её сестра Вера была тёщей генерала Маннергейма.
К 1885 году замок был построен, а через год Казакова вышла замуж за полковника Генерального штаба Е. А. Веригина. В 1891 году он простудился после падения в холодную воду Балтики (спасал упавшие с борта корабля документы) и умер, и в 1904 году Казакова-Веригина повторно вышла замуж за барона Михаила Феликсовича Мейендорфа, представителя старинного рода остзейского дворянства. В 1914 году Мейендорфы уехали на лечение за границу, где оставались всё время Первой мировой войны. Разразившаяся затем революция и Гражданская война положили конец их надеждам вернуться в своё имение.

## Советский Союз
После Октябрьской революции в замке некоторое время жил и работал Владимир Ильич Ленин.
После этого вплоть до 1935 года здесь была колония для детей-сирот Красной армии. 
В 1935 году на территории бывшего дворянского имения был организован санаторий «Барвиха» Совета Министров СССР. Здесь в разное время лечились и отдыхали Михаил Булгаков, Сергей Королёв и Юрий Гагарин. По состоянию на 2009 год, территории санатория и замка разделены металлическим забором.

В годы Великой Отечественной войны в замке располагался госпиталь. В парке обустроили мемориальное солдатское кладбище, где позднее была установлена скульптура народного художника СССР Е. В. Вучетича «Скорбящая мать» — авторская копия с мемориала «Сталинградская битва». 

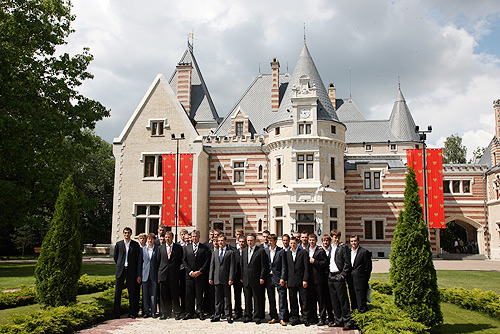
Президент России Дмитрий Медведев. Официальная встреча в Майендорфе

## Постсоветская история
В 2003—2004 годах была проведена капитальная реставрация замка по проекту архитектурного бюро «Дом-А» (Сергей Макушев, Мария Серебряная)
Замок принадлежит Управлению делами Президента Российской Федерации, в «Мейендорфе» проводятся некоторые официальные встречи Президента России с главами иностранных государств, руководителями фракций Госдумы и другие мероприятия. Например, 2 ноября 2008 года здесь состоялось подписание Декларации Азербайджана, Армении и России по Нагорному Карабаху, получившей название Майендорфской декларации.
С ноября 2008 года официальный сайт Президента России употребляет в отношении этого объекта название «Госрезиденция „Барвиха“». Некоторые СМИ, в частности, государственное агентство «РИА Новости», радиостанция «Эхо Москвы» и другие, используют в своих репортажах его искажённое название — «Майндорф».